# 白痴造句
白痴造句，又被稱做白痴造句法，這個名詞在台灣專門指某種惡搞的造句方式。其近源源於國小老師教導學生造句時，因學生不瞭解其中意義，而使句子產生會使多數人發笑的謬誤；該句有可能是誤用了某個詞句的意思，也有可能是一個詞跨越二個句子，失去了原本該詞句的意思。此種句型本來就不難見到，並可能為了戲謔的目的，早已個別地存在於大部分的語言文化中。但在台灣，這些句子後來特別被網友整理出來，並漸被統稱為「白痴造句」；在集體競相開發千奇百怪的句型後，成為一種新興的惡搞模式。
台灣電視公司《哈林國民學校》、超級電視台《黃金傳奇》等綜藝節目也以此做為節目內容。

## 種類
白痴造句歸納，常見者有以下數種：

### 望文生義
主要因望文生義，不去理解字詞（尤其是成語）實際意義：
1. 童山濯濯：那位可愛的小弟弟到了童山濯濯的年齡。
2. 突飛猛進：當我回家打開門時，我家的狗對我突飛猛進。
3. 欣欣向榮：我的弟弟長得欣欣向榮。
4. 皮開肉綻：停電的夜晚，到處很黑，我嚇得皮開肉綻！

### 無視原意
1. 便當：不要把大便當飯吃。（失去「便當」這個詞的意思；以下同）
2. 如果：汽水不如果汁好喝。
3. 從前：我從前門來，坐在椅子上。
4. 月經：小陳這個月經常遲到。
5. 說明：如果我很乖，爸爸說明天就帶我出去玩。
6. 機會：飛機會飛也會降。
7. 化學：鄭智化學會了怎樣把歌曲唱好。
8. 書本：這書本來就不是給小孩子看的。
9. 天才：爸爸昨天才回來家裡。
10. 欣欣向榮：欣欣向榮榮告白。
11. 天真：今天真熱。
12. 況且：一列火車經過，況且況且況且況且。
13. 幾乎：姊夫的台語是幾乎。
14. 先……再……：先生，再見！
15. 有的……有的……有的……：請問有賣牛奶嗎?有的，有賣冰嗎?有的，有賣麵包嗎?有的。
16. 上海：「馬王神」韓寶駒的騎術說得上海內獨步。

### 橫跨兩句
1. 制服：一旦用餐的人數受到限制，服務品質就會下降。（將「制服」一詞拆開使用，同時失去「制服」這個詞的意思；以下同）
2. 車：老公，車鑰匙帶了沒？
3. 沙漏：做事情不要一盤散沙，漏失了重要的機會。
4. 母親：「失敗為成功之母。」親愛的同學，不要因為一時的挫折而感到萬分沮喪。
5. 難過：姑姑有難，過兒相救。
6. 果然：昨天我吃水果，然後喝涼水。

## 類似的例子
- 有一個早期學生笑話的經典是在國中學生寫地理考試「填充題」題型的時候發生，其實也是白痴造句的應用，題目是：「中國的煤都是＿＿；中國的鐵都是＿＿。」原意是問中國的「煤都」和「鐵都」是哪裡，正確的答案分別是撫順和鞍山；學生的答案則分別是黑的和硬的。
- 另一個經典是一次考試的成語填空題中，出現了「＿肉＿食」的題目，正解為「弱肉強食」，學生的答案則是「豬肉定食」。

## 影響
在白痴造句被廣泛應用後不久，台灣出現了這麼一則有關長句型白痴諧音造句的笑話：
|  | 國語課，老師隨手叫了小貞：「來，用『小甜甜布蘭妮』造句。」 小貞：「有一天安東尼跟小甜甜吵架，他說『小甜甜不然妳是要怎樣？』」 |

後來，由美國歌手小甜甜布蘭妮主演的電影《Crossroads》在台灣上映，片商就真的把中文片名取為《布蘭妮要怎樣》。

## 外部連結
- 關於白痴造句法的範例及笑話
- 白痴造句法的範例：「十二生肖」與「十二聲笑」 （页面存档备份，存于）